# Johann Heun

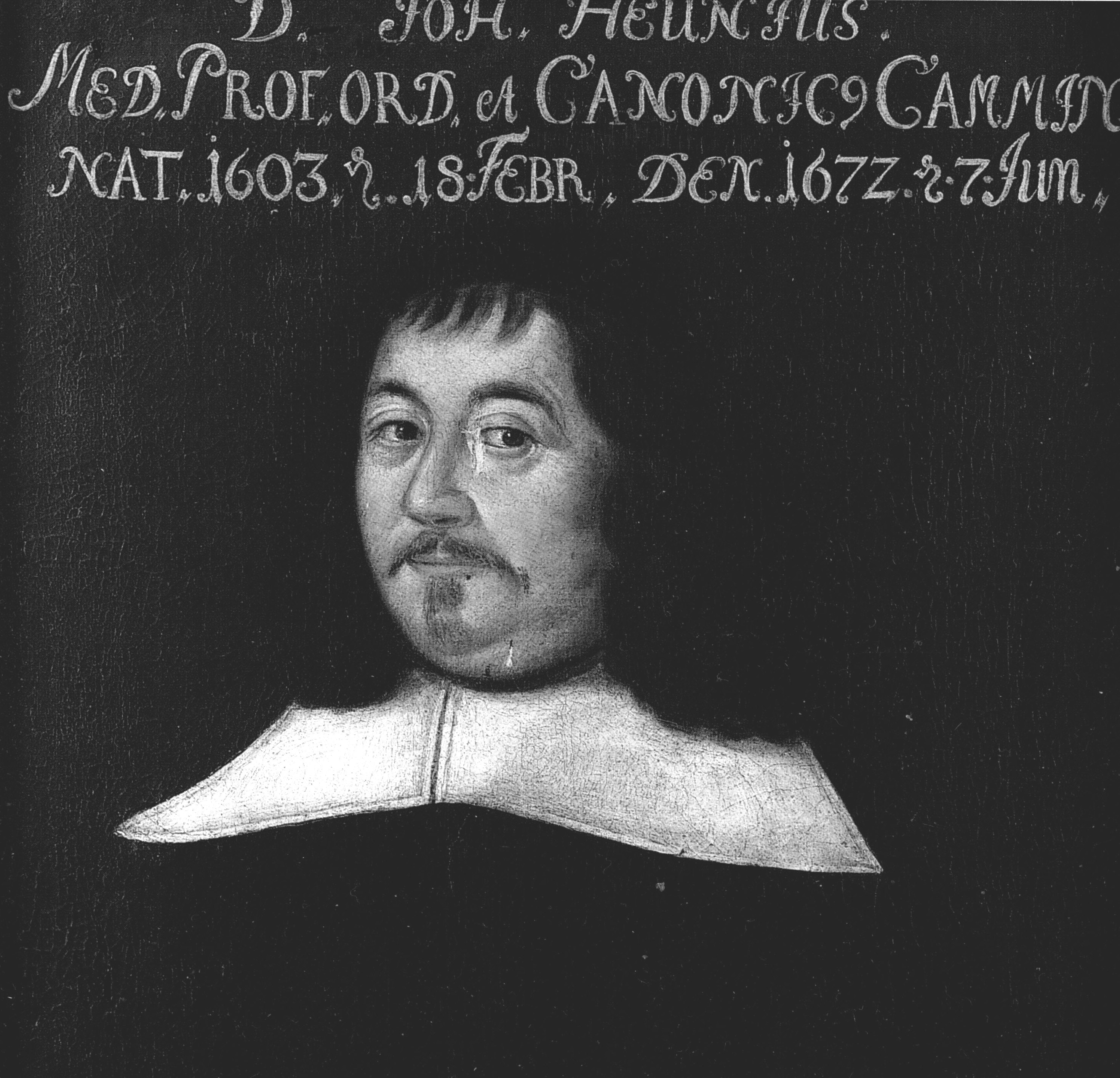
Johannes Heunius

Johann Heun, auch Heune (* 18. Februar 1603 in Wolgast; † 7. Juni 1672 in Greifswald) war ein deutscher Mediziner und Rektor der Universität Greifswald.

## Leben
Johann Heun war der Sohn des Apothekers Joachim Heun und der Pastorentochter Anna Neumann.  Nach dem Besuch der Schule in Wolgast wurde er nach Hamburg auf das städtische Gymnasium geschickt. Ab 1617 studierte er an der Universität Greifswald Medizin bei Johannes Sturm und Philosophie bei Laurentius Ludenius. Nach zwei Jahren ging er nach Wittenberg zu Daniel Sennert und nach Leipzig zu Sigmund Friedrich Sultzberger.
Auf einer Bildungsreise über Lüttich, die Niederlande, Frankreich und England erreichte ihn die Nachricht vom Tod des Vaters, die ihn 1627 zur Rückkehr zwang. Er setzte in Greifswald seine Studien fort und bestand 1630 die Lizentiatenprüfung der Medizin. Er wurde Wolgaster Hofarzt und heiratete Anna Papke, die Tochter eines herzoglichen Rates.
Nach dem Tod seiner Frau ging Heun 1640 nach Greifswald und erhielt dort das Stadtphysikat, die städtische Amtsarztstelle. Ein Jahr darauf heiratete er Gertrud von Buckow (1620–1681). 1642 wurde Heun zum Professor der Medizin ernannt. Insgesamt sechsmal wählte man ihn zum Rektor der Universität.
Vom Generalgouverneur Carl Gustav Wrangel wurden Heun 1666 die Würde und die Einkünfte eines Camminer Stiftskanonikers verliehen. Noch im selben Jahr legte er alle Ämter nieder.
Johannes Heune wurde in der Greifswalder Nikolaikirche bestattet.